# Addison (음반)
《Addison》은 미국 가수 애디슨 레이의 데뷔 정규 앨범으로, 2025년 6월 6일 컬럼비아 레코드와 As Long As I'm Dancing을 통해 발매되었다. 본 앨범의 발매에 앞서 〈Diet Pepsi〉, 〈Aquamarine〉, 〈High Fashion〉, 〈Headphones On〉과 〈Fame Is a Gun〉, 총 다섯 개의 싱글이 선공개되었다.

## 배경
레이는 원래 틱톡에서 콘텐츠 크리에이터로 이름을 알렸으며, 이 플랫폼에서 8,800만 명 이상의 팔로워를 모았다. 이후 연기와 음악 활동에 진출했으며, 팝 음악에 대한 애정이 그녀의 가수 데뷔를 자극했다. 2023년 8월 18일, 레이는 데뷔 싱글 〈Obsessed〉를 포함한 다섯 곡이 수록된 첫 번째 익스텐디드 플레이 《AR》을 발매했고, 이에는 영국의 싱어송라이터 찰리 XCX와의 협업 곡도 포함되었다. 레이는 해당 곡의 발매 이후 XCX가 자신의 음악 여정을 형성하는 데 핵심적인 역할을 했다고 밝혔다. 2023년 《보그》와의 인터뷰에서, 그녀는 "내가 상상하는 그대로 전부를 통제하며 하고 싶다"고 말하며, 이 EP가 "지난 몇 년의 종지부"이자 자신의 커리어에 있어 "앞으로 나아가는 디딤돌"이라 평했다.
2025년 1월 《롤링 스톤》의 브리트니 스파노스와의 인터뷰에서, 레이는 자신의 데뷔 정규 앨범의 프로듀서로 루카 클로서와 엘비라 안데르셰르드를 단독 기용했다고 밝혔다. 두 사람은 스웨덴 프로듀서 맥스 마틴이 운영하는 퍼블리싱 회사 MxM 뮤직에 소속되어 있으며, 클로서, 안데르셰르드, 레이는 앨범의 모든 수록곡을 공동 작곡했다. 앨범은 로스앤젤레스, 뉴욕, 스웨덴을 오가며 작업되었으며, 일부는 마틴의 스웨덴 본사 스튜디오에서 녹음되었다. 스파노스는 인터뷰 중 일부 트랙을 미리 들어보았고, 이를 "최면적이고 트랜스풍의 팝송, 맥동하며 풍성한 사운드"라 묘사했으며, 가사는 "젊음, 즐거움, 자유로움"의 정신을 담고 있다고 평했다. 《엘르》의 수지 엑스포시토와의 인터뷰에서 레이, 클로서, 안데르셰르드는 본 앨범이 마돈나의 1998년 앨범 《Ray of Light》에서 영감을 받았으며, Korg M1 신시사이저가 앨범의 "소닉 중심축"이었다고 밝혔다.
발매에 앞서 다수의 매체는 이 앨범을 2025년 가장 기대되는 음악 프로젝트 중 하나로 꼽았다.

## 홍보
2025년 4월 12일, 레이는 코첼라 2025에서 아르카의 무대에 깜짝 등장했다. 이들의 협업곡 〈Arcamarine〉 공연 중, 레이는 빅토리아스 시크릿의 분홍색 속옷을 들어 올려 'June 6'라는 문구를 드러내며 앨범 발매일을 예고했다. 이후 4월 23일, 레이는 앨범 제목과 아트워크를 공개했다. 앨범에는 총 12곡이 수록될 예정이다.

### 싱글
2024년, 레이는 컬럼비아 레코드와 계약을 체결하고 8월 9일에 메이저 레이블 데뷔 싱글 〈Diet Pepsi〉를 발매했다. 이 곡은 "몽환적인 팝송"으로 묘사되었으며, 《빌보드》 핫 100에서 54위를 기록하고, 영국에서는 톱 10에 진입하면서 그녀의 돌파구가 되었다. 두 번째 싱글 〈Aquamarine〉은 10월 25일에 발매되었다. 이 곡은 "댄스팝의 광채로 감싼 세이렌의 부름"이라 묘사되었고, 마돈나, 브리트니 스피어스, 카일리 미노그 등과 비교되었다. 이후 베네수엘라 출신 프로듀서 아르카가 이 곡을 리믹스한 버전 〈Arcamarine〉을 선보였다. 2025년 2월 14일에는 패션에 대한 "중독"과 그로 인해 느끼는 권한 부여를 주제로 한 세 번째 싱글 〈High Fashion〉이 발매되었다. 네 번째 싱글 〈Headphones On〉은 "1994년에서 튀어나온 듯한 부드러운 뉴잭스윙 바운스에 라나 델 레이풍 가사"를 결합한 곡으로, 4월 18일에 공개되었다. 레이는 이 곡과 뮤직비디오 제작 과정이 "카타르시스를 느끼게 했으며", "변화를 일으키는 경험"이었다고 밝혔다.

## 곡 목록
전체 작사·작곡: 애디슨 레이, 
엘비라 안데르셰르드, 루카 클로서; 〈Lost & Found〉, 〈High Fashion〉는 추가적으로 토브 버만와 함께 작사됨
| #            | 제목                                   | 재생 시간 |
| ------------ | -------------------------------------- | --------- |
| 1.           | 〈New York〉                           | 2:32      |
| 2.           | 〈Diet Pepsi〉                         | 2:49      |
| 3.           | 〈Money Is Everything〉                | 2:02      |
| 4.           | 〈Aquamarine〉                         | 2:43      |
| 5.           | 〈Lost & Found〉                       | 0:48      |
| 6.           | 〈High Fashion〉                       | 3:18      |
| 7.           | 〈Summer Forever〉                     | 3:47      |
| 8.           | 〈In the Rain〉                        | 3:33      |
| 9.           | 〈Fame Is a Gun〉                      | 3:03      |
| 10.          | 〈Times Like These〉                   | 3:52      |
| 11.          | 〈Life's No Fun Through Clear Waters〉 | 0:57      |
| 12.          | 〈Headphones On〉                      | 4:00      |
| 총 재생 시간 | 총 재생 시간                           | 33:24     |